# 政治経済学の国民的体系
『政治経済学の国民的体系』(Das nationale System der politischen Oekonomie)とは1841年にドイツの経済学者フリードリッヒ・リストによる研究である。

## 概要
1789年にドイツで生まれたリストは幼稚産業論を主張し、スミスやリカードによって主張されてきた貿易自由化の議論に異議を唱えた経済学者である。リストが生まれた当時、ドイツの工業はイギリスの製品が大量に輸入されたために壊滅的打撃を受けた。そのためリストは国家の産業を育成するために貿易自由化を規制する必要を論じた。本書『政治経済学の国民的体系』とは観察、理論化、比較、政策提言から成り立っており、貿易自由化を批判している。

### 段階的発展
経済発展が段階的に前進することを指摘している。つまり農業が基盤にある経済で工業が確立されるためには科学技術の知識が導入されなければならず、また生産手段を準備する必要もある。つまり産業として工業が自立するためには時間がかかる。これをリストは「幼児や少年が格闘で強壮な男子に打ち勝ちがたい」と述べており幼稚な産業を自由競争に晒せば発展が阻害されると考えた。リストは経済発展のモデルとして未開状態、牧畜状態、農業状態、農工業状態、農工商業状態の五段階を提示した。まず農業によって国家の経済的基盤を確立すれば、工業を振興するための条件を整えることができる。ただし工業の発展のためには知識、技能、熟練が必要であるために政府によって保護しなければならない。重要なことは工業を育成することであり、国内の工業が需要に対する供給能力を備えれば、保護関税は段階的に廃止する。最終的には自国の工業が自由貿易によって駆逐されない程度に発展すれば、貿易の制限を撤廃することもできる。

### 精神的側面
経済の物質的側面だけではなく精神的側面にも着目しなければならないと論じている。それは社会関係や制度、そして産業の基礎となる知識体系である。スミスが『国富論』で明らかにした分業とは生産法の共有という社会関係が機能して初めて成立するものである。これをリストは精神的な国民資本として重要視しており、教師や行政官などによって蓄積されることが経済発展には不可欠であると考えられる。

## 邦訳
- 正木一夫訳『政治経済学の国民的体系』勁草書房、1965年
- 小林昇訳『経済学の国民的体系』岩波書店、1970年（オンデマンド版、2014年　ISBN 9784007301506）